# Kapho (huyện)
Kapho (tiếng Thái: กะพ้อ) là một huyện (amphoe) ở tỉnh Pattani, phía nam Thái Lan.

## Lịch sử
Tiểu huyện (king amphoe) Kapho được lập ngày 1 tháng 3 năm5 1982 thông qua việc tách 3 tambon phía nam từ huyện Sai Buri. Ngày 4 tháng 11 năm 1993, đơn vị này đã được nâng cấp thành huyện.

## Địa lý
Các huyện giáp ranh (từ phía tây bắc theo chiều kim đồng hồ): Thung Yang Daeng và Sai Buri của Pattani Province, Bacho của tỉnh Narathiwat, và Raman của tỉnh Yala.

## Hành chính
Huyện này được chia thành 3 phó huyện (tambon), các đơn vị này lại được chia ra thành 22 làng (muban). Không có khu vực thành thị, có 3 Tổ chức hành chính tambon.
| STT | Tên            | Tên tiếng Thái | Số làng | Dân số |  |
| --- | -------------- | -------------- | ------- | ------ |  |
| 1.  | Karubi         | กะรุบี           | 9       | 5.048  |  |
| 2.  | Talo Due Raman | ตะโละดือรามัน    | 6       | 4.300  |  |
| 3.  | Plong Hoi      | ปล่องหอย        | 7       | 6.434  |  |